# Siège du château de Kunoe
Le siège du château de Kunoe se déroule au cours de l'époque Azuchi Momoyama (XVIe siècle) de l'histoire du Japon.
Le château de Kunoe est protégé par celui de Kunoe Masazane fort de 5 000 hommes. Ce siège peu important représente cependant la dernière résistance à l'unification ultime du Japon par Toyotomi Hideyoshi. On ignore combien d’hommes se trouvent sous le commandement de Toyotomi durant ce siège mais Gamō Ujisato s'empare du château en un laps de temps relativement court.

## Source de la traduction
- (en) Cet article est partiellement ou en totalité issu de l’article de Wikipédia en anglais intitulé « Siege of Kunoe » (voir la liste des auteurs).